# Victory ship
Pour les articles homonymes, voir Victory.
Les Victory ships formaient une classe de navires cargo polyvalents, produits en grande quantité dans les chantiers américains pendant la Seconde Guerre mondiale, pour remplacer les pertes dues aux U-Boote allemands. Conçus en tenant compte de l'expérience acquise avec leurs aînés les Liberty ships, ces navires furent construits en 543 exemplaires en un temps record.

## Conception
Une des premières décisions de la War Shipping Administration américaine, à sa formation en février 1942, fut de commencer la conception de cette classe de navires, connue à l'époque sous le code de EC2-S-AP1 : EC pour Emergency Cargo, type 2 pour la longueur de flottaison comprise entre 400 et 450 pieds, S pour la propulsion à vapeur (Steam) à une hélice ; les Liberty ships avaient le code EC2-S-C1. Le code fut changé en VC2-S-AP1 lorsque ces navires furent officiellement nommés « Victory ships » le 28 avril 1943.
Par rapport aux Liberty ships, déjà construits en très grande quantité, les Victory représentaient une grande avancée, notamment une vitesse de 15 à 17 nœuds contre 11 pour les Liberty et un rayon d'action plus élevé. La vitesse accrue leur permettait de mieux échapper aux sous-marins allemands ; elle était atteinte en remplaçant la machine à vapeur à triple expansion des Liberty par des moteurs plus puissants, comme des machines à vapeur type Lenz, des turbines à vapeur ou des moteurs Diesel, pour une puissance comprise en 6 000 et 8 500 chevaux (4,5 à 6,3 MW). La plupart utilisaient du fioul lourd comme carburant, quoique certains navires canadiens purent utiliser à la fois du pétrole et du charbon.
Leur coque était également renforcée, en raison de fractures subies par certains Liberty. L'espacement des renforts longitudinaux fut porté à 914 mm (contre 762 mm) afin d'améliorer la flexibilité de la coque et sa ductilité. Les Victory étaient également plus grands. Leur apparence était modifiée par leur étrave plus verticale et légèrement courbée et leur poupe « croiseur ».
Les modèles VC2-S-AP2, VC2-S-AP3 et VC2-M-AP4 étaient armés d'un canon arrière de 5 pouces contre les sous-marins, d'un canon avant anti-aérien de 3 pouces, et de huit canons de 20 mm anti-aériens. Les canons étaient manœuvrés par des marins de l'United States Navy. Les modèles VC2-S-AP5, plus connus sous le nom de navires d'assaut de classe Haskell, étaient armés d'un canon de 5 pouces à la poupe, un affut quadruple de canons Bofors de 40 mm, quatre affuts bitubes Bofors de 40 mm , et dix canons de 20 mm. Les Haskell étaient manœuvrés uniquement par les marins de l'US Navy.

## Construction

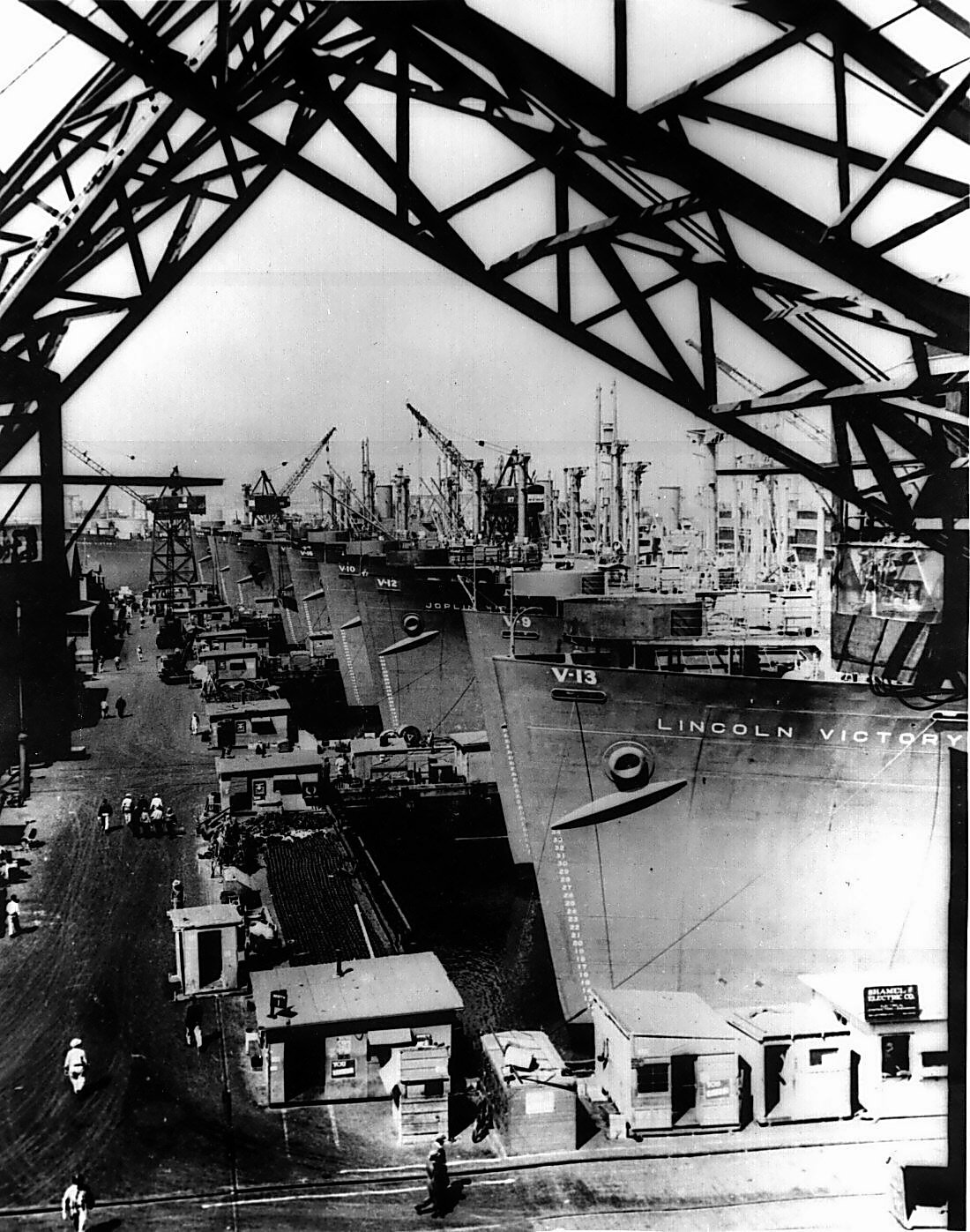
Des Victory alignés à un chantier américain.

Le premier navire construit est le SS United Victory, lancé aux chantiers Oregon Shipbuilding Corporation le 12 janvier 1944 et terminé le 28 février 1944 ; il démarre son voyage inaugural un mois plus tard. Les navires américains avaient en général un nom incluant le mot Victory, tandis que les navires britanniques et canadiens utilisaient respectivement Fort et Park. Après le United Victory, les 34 navires suivants furent nommés d'après des pays alliés, puis 218 suivants d'après des villes américaines, puis 150 d'après des institutions éducatives, et le reste avec des noms divers. Les navires d'attaque de type AP5 furent nommés d'après des cantons des États-Unis, sans le mot Victory, à l'exception du USS Marvin H. McIntyre, nommé d'après le secrétaire personnel de Roosevelt.
Si les premières unités sont construites lentement (seules 15 sont finies en mai 1944), les 531 unités suivantes furent finies avant la fin de la guerre. 132 navires étaient encore en construction ou en commande à la fin de la guerre et furent décommandés ; 3 furent finis pour l'Alcoa Steamship Company, portant le total des navires construits aux États-Unis à 534, dont :
| Type      | Nombre construit | Notes                       |
| --------- | ---------------- | --------------------------- |
| VC2-S-AP2 | 272              | Moteur de 6 000 hp (4,5 MW) |
| VC2-S-AP3 | 141              | Moteur de 8 500 hp (6,3 MW) |
| VC2-M-AP4 | 1                | Moteur Diesel               |
| VC2-S-AP5 | 117              | Class Haskell               |
| VC2-S-AP7 | 3                | Finis après la guerre       |

Les 414 premiers navires étaient des cargos standard, tandis que 117 suivants étaient des navires d'attaque. Seuls deux furent coulés par des U-Boote, mais la bataille de l'Atlantique était quasiment gagnée quand les premières unités commencèrent leurs voyages. Les navires coulés furent le Fort Bellingham and Fort St. Nicholas. Dans le Pacifique, les Kamikazes japonais coulèrent le Logan Victory, le Hobbs Victory et le Canada Victory en avril 1945. Le Baton Rouge Victory coula dans le delta du Mékong à cause d'une mine Viet-Cong en août 1966, et bloqua temporairement le canal de Saigon.
Après la guerre, de nombreux Victory furent convertis pour d'autres utilisations que le transport maritime « conventionnel ». L'unique VC2-M-AP4, muni d'un moteur Diesel et nommée Emory Victory, fut affecté aux eaux de l'Alaska par le Bureau des affaires indiennes sous le nom de North Star III. Les types AP3 South Bend Victory et Tuskegee Victory furent convertis en navires de recherche hydrographique, sous le nom de USNS Bowditch et USNS Dutton. Le Dutton permit de retrouver une bombe à hydrogène perdue à la suite de l'accident nucléaire de Palomares.
À partir de 1959, plusieurs Victory furent enlevés de la flotte de réserve et utilisés par la NASA. Un de ces navires était le Kingsport Victory, renommé USNS Kingsport, converti pour devenir le premier navire de communication satellite au monde. Un autre était le Haiti Victory, qui récupéra le premier objet artificiel à revenir de l'espace, le nez du satellite Discoverer 13, le 11 août 1960. Le USS Sherburne fut converti en 1969-70 pour devenir le USNS Range Sentinel, navire d'instrumentation servant à suivre les essais de missiles balistiques.
Dans les années 1960, deux Victory furent réarmés et convertis en navires de recherche technique par l'US Navy, avec le symbole de coque AGTR. L’Iran Victory devint le USS Belmont (AGTR-4), le Simmons Victory devint le USS Liberty (AGTR-5). Le Liberty fut attaqué et endommagé par les forces israéliennes en juin 1967. Le Belmont fut rayé du service actif en 1970.

### Chantiers
La plupart des Victory ships furent construits dans six chantiers de la côte Ouest des États-Unis, ainsi qu'aux chantiers d'urgence de Baltimore qui émergèrent durant la Seconde Guerre mondiale pour construire les Liberty. Les Victory étaient conçus pour pouvoir être construits avec les plus petites grues de ces chantiers. Quelques navires furent également construits dans des chantiers britanniques et canadiens.
| Chantier                  | Lieu                    | Unités | Type       | Unités | Numéros de coque                    | Notes                                          |
| ------------------------- | ----------------------- | ------ | ---------- | ------ | ----------------------------------- | ---------------------------------------------- |
| Bethlehem Fairfield       | Baltimore               | 94     | VC2-S-AP2  | 93     | 602-653, 816-856                    | 23 autres annulés                              |
| Bethlehem Fairfield       | Baltimore               | 94     | VC2-M-AP4  | 1      | 654                                 | Moteur Diesel                                  |
| California Shipbuilding   | Wilmington (Californie) | 131    | VC2-S-AP3  | 32     | 1-24, 27, 29, 31-33, 37, 41, 42     |                                                |
| California Shipbuilding   | Wilmington (Californie) | 131    | VC2-S-AP5  | 30     | 25, 26, 28, 30, 34-36, 38-40, 43-62 | 63-66 transférés à Vancouver (numéros 812-815) |
| California Shipbuilding   | Wilmington (Californie) | 131    | VC2-S-AP2  | 69     | 67-84, 767-811, 885-890             | 10 autres annulés                              |
| Kaiser Shipbuilding       | Vancouver (Washington)  | 31     | VC2-S-AP5  | 31     | 655-681, 812-815                    | 17 autres annulés                              |
| Oregon Shipbuilding       | Portland                | 136    | VC2-S-AP3  | 99     | 85-116, 147-189, 682-701, 872-875   | 19 autres annulés                              |
| Oregon Shipbuilding       | Portland                | 136    | VC2-S-AP5  | 34     | 117-146, 860-863                    | 12 autres annulés                              |
| Oregon Shipbuilding       | Portland                | 136    | VC2-S-AP7  | 1      | 866                                 | AP5 à l'origine                                |
| Oregon Shipbuilding       | Portland                | 136    | VC2-S1-AP7 | 2      | 876, 877                            | AP3 à l'origine                                |
| Permanente/Kaiser Yard #1 | Richmond (Californie)   | 53     | VC2-S-AP3  | 10     | 525-534                             |                                                |
| Permanente/Kaiser Yard #1 | Richmond (Californie)   | 53     | VC2-S-AP2  | 43     | 535-550, 581-596, 702-711           |                                                |
| Permanente/Kaiser Yard #2 | Richmond (Californie)   | 89     | VC2-S-AP5  | 22     | 552-573                             |                                                |
| Permanente/Kaiser Yard #2 | Richmond (Californie)   | 89     | VC2-S-AP2  | 67     | 574-580, 597-601, 712-766           |                                                |

## Les Victory survivants
Plusieurs Victory sont maintenant des navires-musées :
- SS American Victory
- SS Lane Victory
- SS Red Oak Victory

Quelques-uns font partie de la flotte de réserve des États-Unis. D'après l'inventaire de la United States Maritime Administration du 31 juillet 2008, cette flotte de réserve incluait :
- à Beaumont :
  - SS Hattiesburg Victory - numéro de coque 809, type VC2-S-AP2 ;

- à James River :
  - USS Gage (APA-168) - numéro de coque 134, type VC2-S-AP5 ;
  - USS Range Sentinel (AGM-22) - numéro de coque 553, type VC2-S-AP5 ;

- à Suisun Bay :
  - SS Earlham Victory - numéro de coque 763, type VC2-S-AP2 ;
  - SS Occidental Victory - numéro de coque 748 (ou 68) ;
  - SS Pan American Victory - numéro de coque 746, type VC2-S-AP2 ;
  - SS Rider Victory - numéro de coque 777, type VC2-S-AP2 ;
  - SS Winthrop Victory - numéro de coque 790, type VC2-S-AP2 ;

- à Brownsville, Texas :
  - SS Queens Victory - numéro de coque 789, type VC2-S-AP2, en démolition ;
  - SS Sioux Falls Victory - numéro de coque 70, type VC2-S-AP2, en démolition.

### Sources
- (en) Cet article est partiellement ou en totalité issu de l’article de Wikipédia en anglais intitulé « Victory ship » (voir la liste des auteurs).
- SS American Victory website
- U-Boat net
- Document du United States National Park Service sur le SS Red Oak Victory
- Frederic C. Lane, Ships for Victory: A History of Shipbuilding under the U.S. Maritime Commission in World War II, Johns Hopkins University Press, 2001  (ISBN 0-8018-6752-5)
- L. A. Sawyer et W. H. Mitchell, Victory Ships and Tankers; the history of the "Victory" type cargo ships and of the tankers built in the United States of America during World War II, Cambridge, Maryland, Cornell Maritime Press, 1974.